# Кинеска инвазија на Тибет
Кинеска инвазија Тибета догодила се када је војска Народне Републике Кине ушла на територије тада независног Тибета 7. октобра 1950. и окупирала га. Од тада је Тибет саставни део Народне Републике Кине.

## Позадина
Планинско подручје Тибета једно је од најнеприступачнијих и најређе насељених регија на свету. Тибет лежи на висоравни окруженој великим планинским масивима површине 1,2 милиона квадратних километара, а због свог специфичног положаја у Тибету је, упркос територији сличној средњој Европи, средином двадесетог века живело само три милиона становника. У јесен 1950. Тибет изненада накратко долази у фокус међународне јавности након што је комунистичка Кина остварила дугогодишње претње и прешла границу Тибета, међутим сенка Корејског рата брзо је прекрила вести из планинске државе. Тибет је одавно постојао као самостална краљевина и тек у осамнаестом веку долази под утицај Кине, а кинеско „покровитељство“ над Тибетом трајало је до 1904. године, када је Велика Британија, бојећи се руског утицаја у регији, из Британске Индије извела инвазију Тибета. Споразумом Уједињенок Краљевства, Русије и Кине из 1907. године Тибет је привремено враћен под кинески суверенитет, да би након рушења кинеске династије Ћинг Тибет 1911. године прогласио независност. Статус и границе Тибета требало је да буду утврђени конференцијом у индијском граду Симли 1913. године, са представницима Тибета, Кине и тадашње Британске Индије, но Кина није никад прихватила склопљени споразум. Националистичка Кина годинама је, у раздобљу између два светска рата, витлала мачем према Тибету, но ипак је поштовала споразум из Симле. 
Међутим, након победе комуниста у кинеском грађанском рату ствари су се изениле и у односу према Тибету. Неколико недеља по успостављању нове кинеске владе, у јануару 1950. службени Пекинг је позвао на ослобађање свих кинеских територија у које је укључен и Тибет. Кинеска Црвена армија кренула је на хиљаду двеста километара дуг марш до тибетанске границе на коју је, због недостатка квалитетних путева у кинеској унутрашњости, стигла тек крајем јануара 1950., а први итвештаји током касног пролећа и почетком лета те године говорили су о пограничним сукобима на подручју Тсакало Батанга и Литанга.

## Инвазија
Кина је службено затражила од тибетанске владе почетак преговора око будућности Тибета, а у намери да предухитри кинеску војну интервенцију тибетанска је влада одредила изасланство за преговоре са Кинезима. Као место одржавања преговора изабран је индијски главни град Њу Делхи, где је тибетанско изасланство дочекао опуномоћеник кинеске стране за преговоре, кинески амбасадор у Индији. Кина је тражила од Тибета признавање кинеског суверенитета и препуштање одбрамбене политике Пекингу, уз обећање високог степена аутономије унутар Кине, но на инструкције добијене из Тибета тибетанско је изасланство одбило предложено због чега су преговори пропали. 
Дана 7. 10. 1950. четрдесет хиљада кинеских војника прешло је тибетанску границу, но већина извештаја која су се пробила из Тибета у инострансво била је врло штура. Службени је Пекинг јавности објавио да је кинеска војска ушла у Тибет „како би ослободила три милиона Тибетанаца од империјалистичког јарма“. Кинеска инвазија је довела до осуде у међународној јавности, а посебно је забринута била Индија која је упутила протестну ноту Пекингу. Кинеска инвазија Тибета временски је коинцидирала с почетком Корејског рата те је сразмерно мало пажње било упућено питању Тибета, а будући да Тибет није био члан УН-а, почетком новембра 1950. тибетанска влада је преко посредника покушала изнети кинеску инвазију пред Уједињене народе, но ни једна од великих сила није била спремна то учинити. Уврштење Тибета на дневни ред Главне скупштине УН-а предложио је дипломатски ирелевантан Сан Салвадор, но на индијску сугестију то питање је скинуто с дневног реда. Упркос великој бројчаној надмоћи над тибетанским бранитељима, кинеска инвазија није текла глатко. Наиме, због великих пространстава и лоших путева напредовање у унутрашњост Тибета текло је сразмерно споро.
Најзначајнија битка с малом тибетанском војском одиграла се 5. новембра код утврде Чамдо, шесто километара источно од главног града Ласе. Како би ојачала тибетанску владу, национална скупштина је средином новембра 1950. именовала шеснаестогодишњег Тензина Гјатса за Далај Ламу, владара државе, годину и по пре него што је било предвиђено. Избор Далај Ламе за тибетанског поглавара обновио је сукоб с другим конкурентом за тибетанског духовног вођу, дванаестогодишњим Панчан Ламом којега је фаворизирала Кина и који је отишао у егзил због сукоба с Далај Ламом. Убрзо по преузимању власти Далај Лама напушта главни град Ласу и одлази у град Дромо близу индијске границе. Суочена с неизбежним поразом, у априлу 1951. тибетанска влада је послала изасланство на преговоре у Пекинг, но без овласти да склопе споразум. Тибетанско изасланство у Пекингу било изложено снажном притиску, због чега је 23. маја 1951. без консултација с тибетанском владом прихватило кинески диктат у облику тзв. Споразума од седамнаест тачака. Споразум је оставио Тибету надзор над унутрашњим односима, док су одбрана и спољна политика пренесени у Пекинг. Кина је присилила Тибет да се Панчан Лама врати у Тибет и судјелује у подели власти.
Кинеске снаге су почетком септембра 1951. умарширале у Ласу, после чега је следила окупација већих градова Рутхока и Гартока па распоређивање јачих кинеских снага у западним и јужним деловима земље, чиме је довршена окупација Тибета.

## Под кинеском окупацијом
Далај Лама, који је Споразум од седамнаест тачака назвао наметнутим, вратио се у главни град Ласу из привременог боравишта у Дромоу очекујући да ће са кинеским представницима успети да исходи повољнији споразум, међутим Кина је одбила да уђе у нови круг преговора с Далај Ламом. Упркос одбијању прихватања споразума с Кином, Далај Лама 1954. године улази у нову тибетанску владу и налази се на челу одбора за доношење новог тибетанског устава. 
Доласком кинеске власти у Тибету почињу чистке противника пекиншког режима, а на амерички подстицај у Тибету 1959. године избија оружани устанак, који марта исте године захвата и главни град Ласу. Међутим, кинеске власти су након вишедневних борби успешно угушиле побуну, иако су мање устаничке скупине опстале до 1971. године, када их је престанак америчке војне помоћи након кинеско-америчког зближавања оставио на цедилу. Након гушења побуне, Далај Лама је напустио Тибет и отишао у егзил у Индију, а Кина је распустила тибетанску владу и поставила Панчен Ламу за председника области. 
Пекинг је редовно оптуживан за тешко кршење људских права у Тибету, који је током следећих неколико деценија успешно инкорпориран у Кину те се првреда развила до одређеног степена.